# Molophilus (Molophilus) variispinus
Molophilus (Molophilus) variispinus is een tweevleugelige uit de familie steltmuggen (Limoniidae). De soort komt voor in het Palearctisch gebied.